# ماريانخيلا بوناني
ماريانخيلا هايدي مانويلا بوناني راندازو (مواليد 15 أغسطس 1988) عارضة الأزياء وحاملة لقب مسابقة ملكة جمال من سان كريستوبال، بولاية تاتشيرا في فنزويلا، بدأت حياتها المهنية ممثلة لبلدها الأصلي تاتشيرا في مسابقة ملكة جمال فنزويلا 2009 في 24 سبتمبر 2009، وحلت في مركز الوصيفة الأولى لأفضل عارضة أزياء على المنصة. مثلت بعد ذلك بلدها فنزويلا في مسابقة ملكة جمال الأرض لعام 2010، في نها ترانج، (فيتنام) التي عقدت في 4 ديسمبر 2010، واحتلت المرتبة السابعة.

## الروابط الخارجية
- ماريانخيلا بوناني على موقع IMDb (الإنجليزية)
- ماريانخيلا بوناني على موقع دليل عارضات الأزياء (الإنجليزية)

- الموقع الرسمي
- ماريانخيلا بوناني على إنستغرام

| الجوائز و الإنجازات  | الجوائز و الإنجازات    | الجوائز و الإنجازات  |
| -------------------- | ---------------------- | -------------------- |
| سبقه جيسيكا باربوزا  | ملكة جمال فنزويلا 2010 | تبعه كارولين ميدينا  |
| سبقه جينيفر بورتولاس | ملكة جمال فنزويلا 2009 | تبعه جرمانيا بيمينتو |